# セラ寺

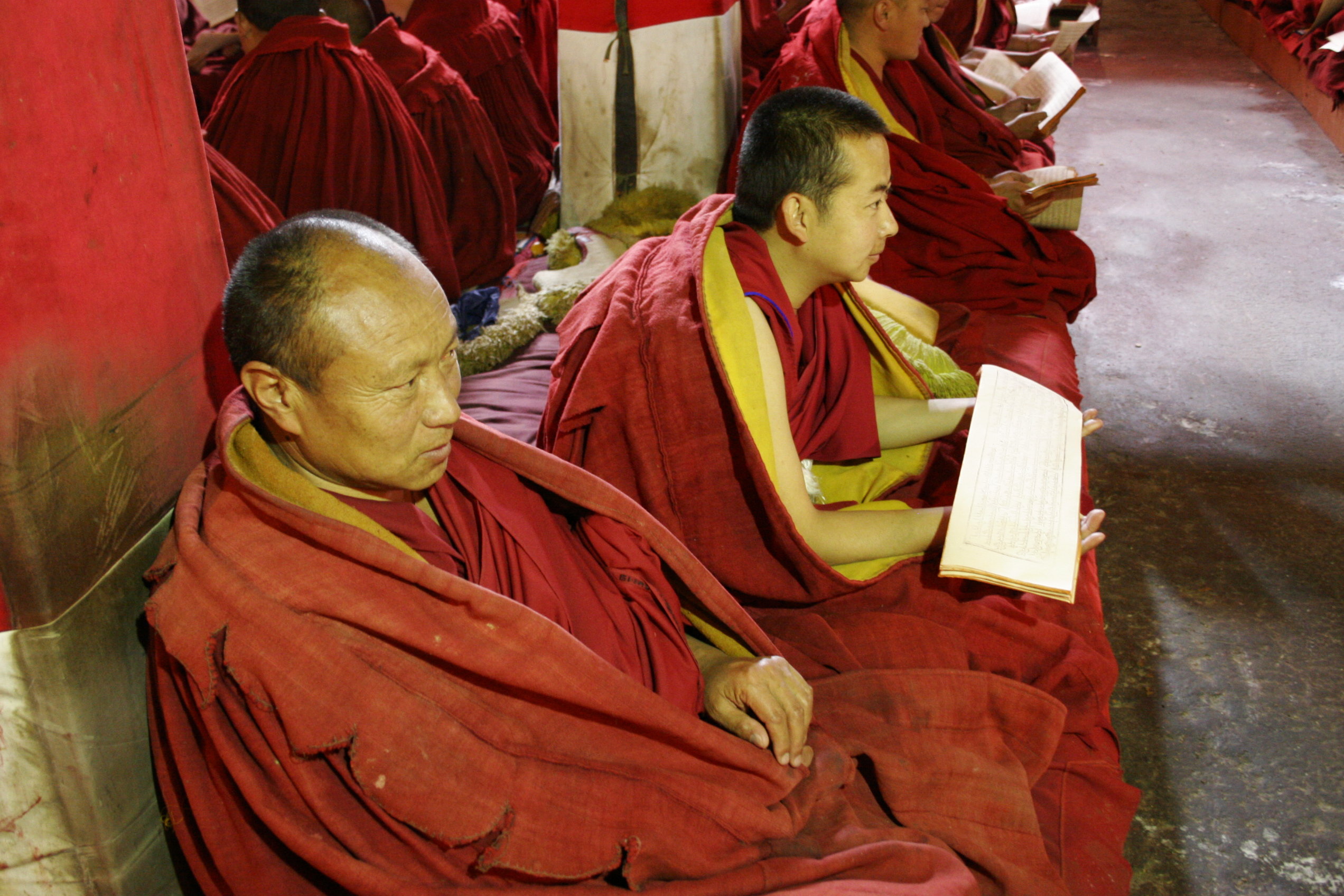
勤行風景

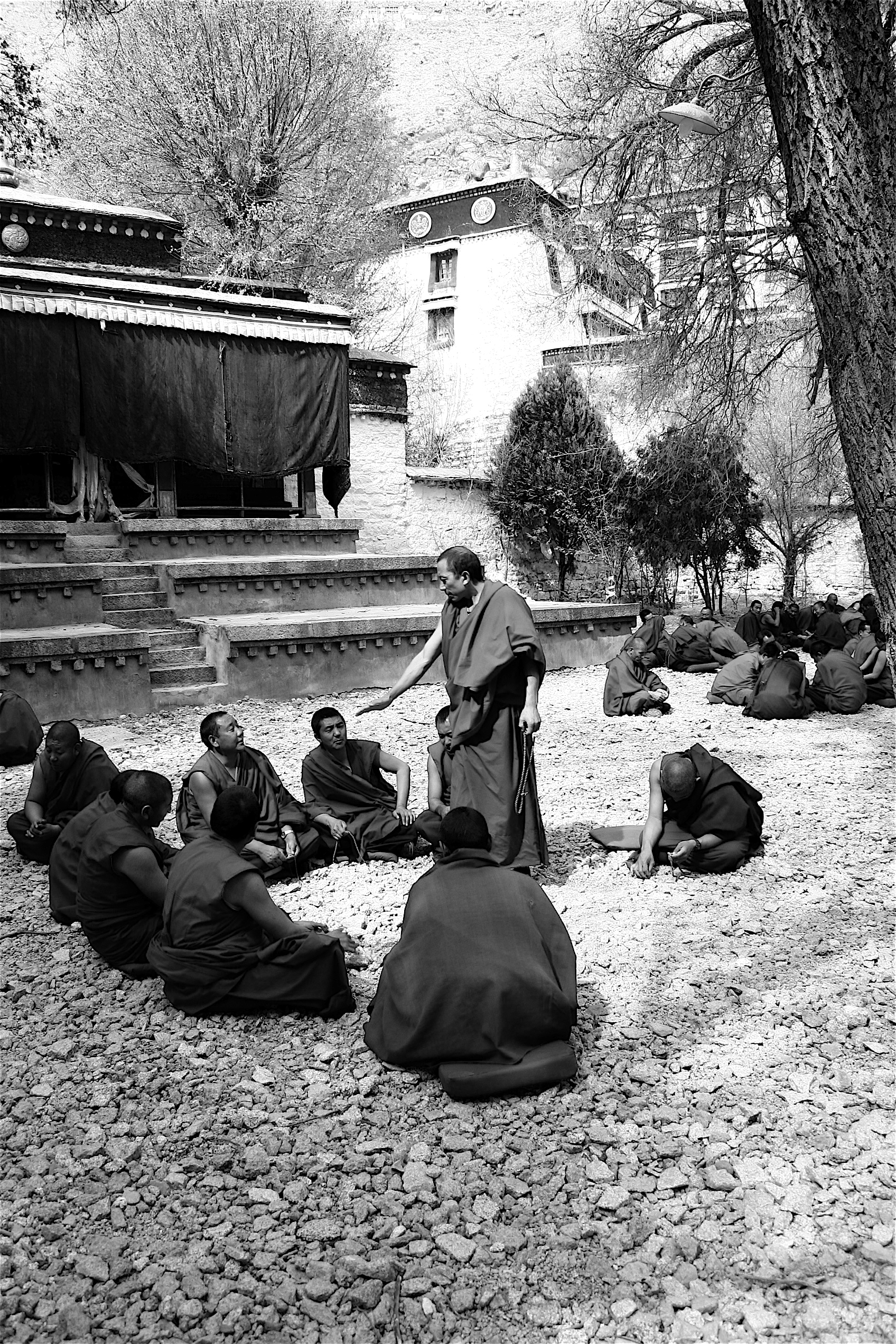
僧侶たちの問答合戦

セラ寺（セラじ）は、ラサ北部に建立されたゲルク派の六大寺院のひとつ。また、ガンデン寺、デプン寺とあわせてラサ三大寺のひとつでもある。15世紀にジャムヤン・チュジェ・サキャイェーシェー（ジャムチェンチュージェ・シャーキャイェシェー）が創建した。

## 歴史

### チベット動乱以前
1419年に高僧ジャムヤン・チュジェ・サキャイェーシェーによって創建された。
ダライ・ラマ10世とダライ・ラマ11世の時代に25年間チベットの摂政を務めたツェモンリン・ンガワン・ジャンベル・ツルティムの出身寺院としても知られる。
日本の河口慧海や多田等観がチベット仏教を学んだのもこの寺であった。

### 中華人民共和国時代
1959年のチベット動乱の際に寺院組織と多数の所属僧侶はチベットを脱出、南インドのカルナタカ州マイソール(Mysore)で伽藍を再建し、活動を続けている。
ラサ北郊の旧伽藍においても、チベットに残留したもとの所属僧侶を中心として1980年代に僧院の組織が再建され、寺院としての活動が再開された。中華人民共和国政府も1982年、全国重点文物保護単位として認定している。

## 歴代座主
歴代座主は以下の通り。
- 開山：シャキャイェシェ
- 第2代：タルギェサンボ
- 第3代：ギェンツエンサンボ
- 第4代：タシギャムツォ
- 第5代：ロドリンチェンセンゲ
- 第6代：ネーテンパ
- 第7代：ラプチュージェ
- 第8代：ニェルトン・ペンジョルルンドゥプ
- 第9代：マント・ペルデンロド
- 第10代：ジャムヤン・トゥンユーペルデン
- 第11代：ゲンドゥンギャムツォ（ダライ・ラマ2世）
- 第12代：セラジェプツン・チューキゲンツェン
- 第13代：パンチェン・ソナムタクパ
- 第14代：チュータクサンボ
- 第15代：ソナムギャムツォ（ダライ・ラマ3世）
- 第16代：トンコルチュージェ・ユンテンギャムツォ
- 第17代：ユンテンギャムツォ（ダライ・ラマ4世）
- 第18代：ロサンチューキゲンツェン（パンチェン・ラマ4世）
- 第19代：ロサンギャムツォ（ダライ・ラマ5世）

以後、本寺の座主職は化身ラマの名跡「ダライラマ」の指定席となっている。

## 幼児連れの参詣
セラ寺では、幼児・子供連れの参詣をよく見かけ、大人と一緒に列に並んだ後、順番が来ると鼻に魔除けの黒墨を塗った幼児・子供ちたは僧侶から直接に祝福を受ける。ここに祀られているタムディン（馬頭観音）は幼児の健康を守ると信じられているからである。

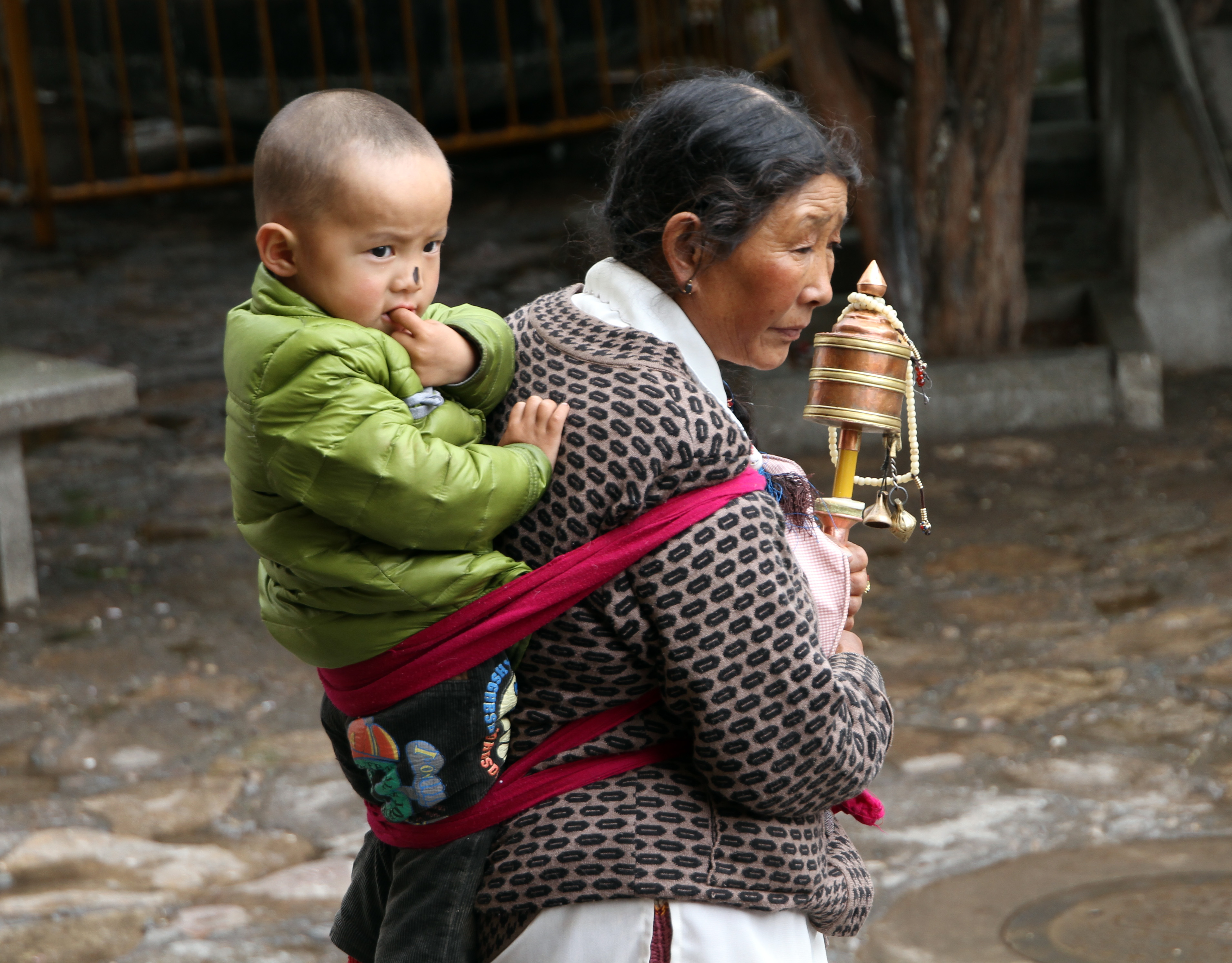
幼児連れでセラ寺へ参詣